# 올버니 약학·건강과학 칼리지
올버니 약학·건강과학 칼리지(영어: Albany College of Pharmacy and Health Sciences, ACPHS)는 미국 뉴욕주 올버니와 버몬트주 콜체스터에 소재한 1881년에 설립된 사립대학이다. 약 1,400명의 학생과 150명 이상의 전임/비전임 교수로 구성되어 있다. 버몬트주 캠퍼스는 버몬트 주의 유일한 약학 프로그램이다.
월 스트리트 저널과 타임즈 고등교육이 선정한 2019 부가가치 대학 1위이며, 페이스케일이 선정한 2018년 대학 졸업생의 중간 연봉이 높은 대학 순위에서 하버드 대학교와 공동 6위(14만2600달러)를 차지했다.

## 역사
1881년 6월 12일 미국의 14번째 약학 프로그램으로 설립되었다.
2009년 9월 31일 버몬트주의 콜체스터 캠퍼스를 개설했다.

## 교육 및 연구

### 학부 전공
- 의용생체공학 (Biomedical Technology)
- 임상검사과학 (Clinical Laboratory Science)
- 미생물학
- 제약과학 (Pharmaceutical science)
- 공중보건
- 의과대학원 준비과정 (Pre-Med)
- 의료보조 준비과정 (Pre-PA, Pre-Physician Assistant)
- 의료진로 준비과정 (Pre-Health Pathway)

### 대학원 석사 전공
- 분자 생체과학
- 제약과학 (Pharmaceutical science)
- 임상검사과학 (Clinical Laboratory Science)
- 동식물세포기술 및 분자 동식물세포학 (cytotechnology & molecular cytology)

### 약학박사 학위
3년제 약학박사 (Pharm.D) 전공이 버몬트주 캠퍼스에서, 4년제 약학박사 전공이 뉴욕주 캠퍼스에서 제공된다.